# Oxycraspedus cribricollis
Oxycraspedus cribricollis is een keversoort uit de familie Belidae. De wetenschappelijke naam van de soort is voor het eerst geldig gepubliceerd in 1851 door Blanchard.